# Forks River
Forks River är ett vattendrag i Kanada.   Det ligger i provinsen Ontario, i den sydöstra delen av landet, 500 km nordväst om huvudstaden Ottawa.
I omgivningarna runt Forks River växer i huvudsak blandskog. Trakten runt Forks River är nära nog obefolkad, med mindre än två invånare per kvadratkilometer.